# GPT-3
GPT-3 is een door het Amerikaanse softwarebedrijf OpenAI ontwikkeld meertalig taalmodel dat in juli 2020 via een specifieke API gelanceerd werd. Het was op dat moment het grootste taalmodel dat ooit is getraind, met 175 miljard parameters. Andere taalmodellen, zoals Microsofts Turing NLG, zijn tien keer minder krachtig. 
OpenAI bracht de opvolger GPT-4 uit op 14 maart 2023. Deze is multimodaal, dus niet meer alleen, zoals GPT-3, getraind op teksten, maar ook op beelden, geluiden en video’s. Vox meldde dat GPT-4 "in alle opzichten" superieur zou zijn aan de eerder uitgebrachte modellen. Op basis van het GPT-3.5-model werd dan in november 2022 ChatGPT gelanceerd.
Microsoft maakte op 22 september 2020 bekend dat het een exclusieve licentie verkreeg op het gebruik en de broncode van GPT-3. In maart 2023 voegde het een chatfunctionaliteit toe aan zijn Bingbrowser.

## Toepassingen
GPT-3 is in staat om programmacode en zelfs poëzie te genereren, die door redacteuren nauwelijks van code en poëzie afkomstig van een mens zijn te onderscheiden.
Andere toepassingen zijn onder meer:
- "AI Writer", waarmee men met historische figuren kan corresponderen via e-mail
- de chatbot "Project December", waarmee men online gesprekken kan hebben
- het schrijven van artikelen voor The Guardian op basis van invoer
- het tekstgebaseerde avonturenspel "AI Dungeon"

## Evolutie
De website Semafor.com meldde dat GPT-4 één biljoen parameters heeft; GPT-3 heeft 175 miljard parameters.